# Sainte-Colombe-en-Bruilhois
Sainte-Colombe-en-Bruilhois ist eine französische Gemeinde mit 1.552 Einwohnern (Stand: 1. Januar 2022) im Département Lot-et-Garonne in der Region Nouvelle-Aquitaine. Die Gemeinde gehört zum Arrondissement Agen und zum Kanton L’Ouest Agenais. Die Einwohner werden Sainte-Colombins genannt.

## Geografie
Sainte-Colombe-en-Bruilhois liegt etwa sechs Kilometer westlich von Agen in der Bruilhois. Umgeben wird Sainte-Colombe-en-Bruilhois von den Nachbargemeinden Sérignac-sur-Garonne im Norden und Nordwesten, Colayrac-Saint-Cirq im Norden und Nordosten, Roquefort im Osten und Südosten, Laplume im Süden und Südosten, Moncaut im Süden und Montagnac-sur-Auvignon im Westen und Südwesten.
Durch die Gemeinde führt die Autoroute A62.

## Bevölkerungsentwicklung
| 1962                       | 1968 | 1975 | 1982 | 1990 | 1999 | 2006 | 2018 |
| -------------------------- | ---- | ---- | ---- | ---- | ---- | ---- | ---- |
| 792                        | 743  | 920  | 998  | 1238 | 1345 | 1610 | 1624 |
| Quellen: Cassini und INSEE |      |      |      |      |      |      |      |

## Sehenswürdigkeiten
- gotische Kirche Sainte-Colombe, Monument historique seit 1926
- romanische Kirche Saint-Martin in Mourrens, seit 1932 Monument historique
- Kirche Notre-Dame in Goulard
- Windmühle
- Merowingernekropole
- Taubenhaus von Marassé

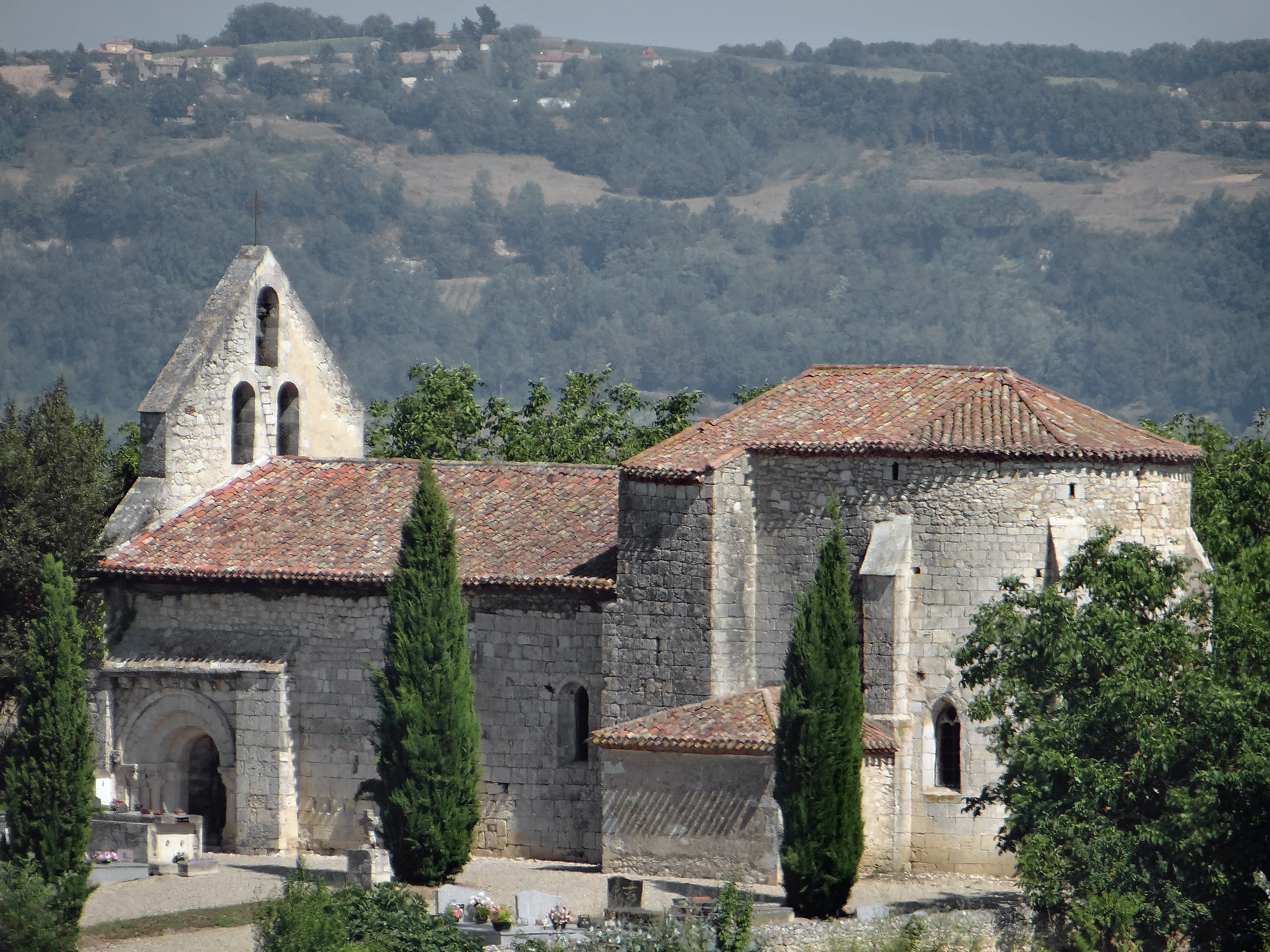
Kirche Saint-Martin
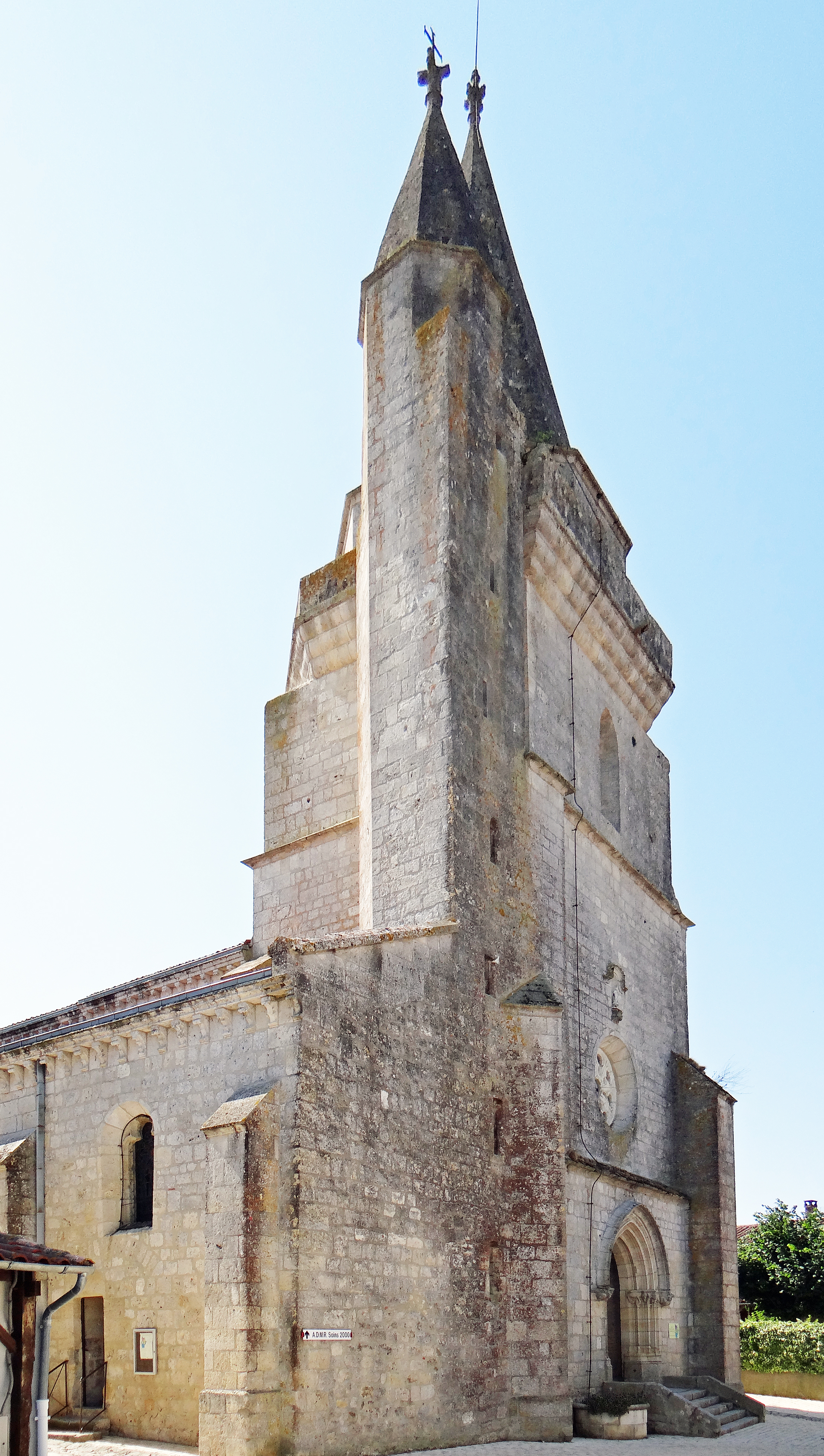
Kirche Sainte-Colombe